# Partner
Partner (ивр. פרטנר תקשורת‎, полное название «Партнер тикшорет») — оператор сотовой связи в Израиле (TASE: PTNR). Одна из многих фирм, имеющих лицензию на мобильную связь в Израиле.
На весну 2008 года генеральным директором компании «Партнер тикшорет» является Давид Авнер. Сейчас же им является Ицик Бенвеници.
С 1999 года ценные бумаги компании в списке NASDAQ (PTNR).
С 2014 компания начинает модернизировать свои технологии и в 2015 году все абоненты перешли на новое поколение мобильной связи 4g.
До 2016 года компания имела название Orange Israel.
В связи с высказываниями Стефана Ришара в 2015 году о конце договора с израильской фирмой, была переименована в Partner и в 2016 году появился новый логотип компании. Также анонсирован в 2016 году новый сервис домашнего интернета Partner #Home работающего эксклюзивно по технологии 4G без надобности отдельной инфраструктуры («таштит»).